# Virginia Brown Faire
Virginia Brown Faire (narozena jako Virginia Cecelia Labuna; 26. června 1904 Brooklyn – 30. června 1980 Laguna Beach) byla americká herečka éry němého filmu, která se objevovala v dramatických snímcích a později ve zvukových westernech.

## Mládí
Virginia Cecelia Labuna se narodila v Brooklynu v New Yorku, jako dcera Josepha Labuny a Marthy Delsand. Navštěvovala dívčí školu Wadleigh High School.
V roce 1919 se přestěhovala do Hollywoodu poté, co se stala jednou ze čtyř vítězek soutěže „Fame and Fortune“ časopisu Motion Picture Classic, do níž se přihlásila pod jménem Virginia Brown, příjmením svého nevlastního otce. Vítězky se později objevily v krátkém filmu A Dream of Fair Women (1920).

## Filmová kariéra
Nedlouho po svých 15. narozeninách se dostavila do studia Metro, kde téměř okamžitě získala angažmá. Brzy poté, co se objevila ve filmech od Fox Films, začala pracovat pro Universal Pictures. V letech 1920 až 1935 si zahrála v přibližně 75 filmech. Její první filmovou rolí byla postava ve westernu Runnin' Straight (1920) s Hootem Gibsonem. Faire byla partnerkou Johna Gilberta ve filmu Vězeň na tvrzi d'If (1922). V roce 1923 byla vybrána mezi WAMPAS Baby Stars a ve stejném roce se objevila po boku Wallace a Noaha Beeryových ve snímku Stormswept. Nejvíce je známá pro svou roli Zvonilky (Tinker Bell) ve filmu Peter Pan z roku 1924.
V roce 1926 si zahrála menší roli ve filmu The Temptress s Gretou Garbo. Podařilo se jí úspěšně přejít na zvukový film, když se objevila v úspěšném snímku The Donovan Affair (1929) režiséra Franka Capry, avšak brzy poté začala hrát převážně v nízkorozpočtových filmech. Faire účinkovala v několika westernech po boku herců jako Hoot Gibson, Buck Jones, John Wayne a Ken Maynard. Koncem 30. let opustila Hollywood a přestěhovala se do Chicaga. Před odchodem do hereckého důchodu pracovala v rozhlase a v několika filmech pro průmyslové společnosti a poté se vrátila na západní pobřeží.

## Filmy
- Runnin' Straight (1920)
- Masked (1920)
- Without Benefit of Clergy (1921)
- Fightin' Mad (1921)
- Vězeň na tvrzi d'If (1922)
- Omar the Tentmaker (1922)
- Vengeance of the Deep (1923)
- Shadows of the North (1923)
- Thundergate (1923)
- Stormswept (1923)
- Romance Ranch (1924)
- The Lightning Rider (1924)
- Welcome Stranger (1924)
- Peter Pan (1924)
- The Lost World (1925)
- Friendly Enemies (1925)
- The Thoroughbred (1925)
- The Calgary Stampede (1925)
- His People (1925)
- Recompense (1925)
- Chip of the Flying U (1926)
- Wings of the Storm (1926)
- The Mile-a-Minute Man (1926)
- The Wolf Hunters (1926)
- Frenzied Flames (1926)
- Racing Romance (1926)
- The Temptress (1926)
- Broadway Billy (1926)
- Pleasure Before Business (1927)
- Hazardous Valley (1927)
- Queen of the Chorus (1928)
- A Race for Life (1928)
- The Chorus Kid (1928)
- Undressed (1928)
- The House of Shame (1928)
- Danger Patrol (1928)
- The Canyon of Adventure (1928)
- Burning the Wind (1928)
- The Devil's Chaplain (1929)
- The Body Punch (1929)
- Handcuffed (1929)
- Untamed Justice (1929)
- The Donovan Affair (1929)
- Murder on the Roof (1930)
- The Lonesome Trail (1930)
- Breed of the West (1930)
- The Last Ride (1931)
- Alias – the Bad Man (1931)
- Hell's Valley (1931)
- Secret Menace (1931)
- Tex Takes a Holiday (1932)
- The Lone Trail (1932)
- West of the Divide (1934)

## Osobní život
Faire se 6. února 1927 provdala za herce Jacka Doughertyho. V září téhož roku se rozešli a po krátkém smíření se 5. dubna 1928 znovu oddělili. Žádost o rozvod podala 22. června 1928.
Dne 29. ledna 1930 se provdala za režiséra Dukea Worneho, který zemřel v roce 1933. V roce 1935 se provdala za výrobce nábytku Williama Bayera, se kterým zůstala až do své smrti.
Virginia Brown Faire zemřela na rakovinu 30. června 1980 v Laguna Beach v Kalifornii ve věku 76 let.